# Jean Raine
Pour les articles homonymes, voir Raine.
Jean Raine, né Jean-Philippe Robert Geenen, est un peintre, un poète, un écrivain et un cinéaste belge né le 24 janvier 1927 à Schaerbeek (Bruxelles), mort à Rochetaillée-sur-Saône près de Lyon le 30 juin 1986.

## Biographie

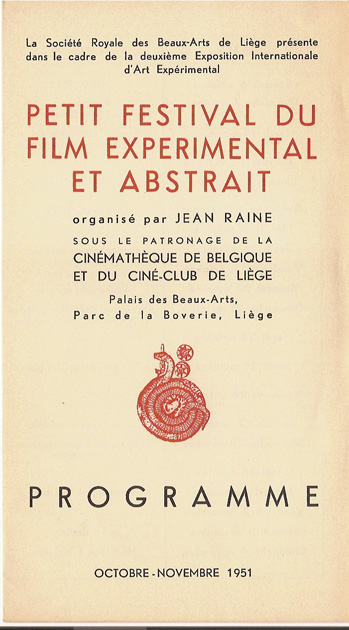
Affiche du Manifeste de Jean Raine en 1951.

Dès ses années de lycée, Jean Raine publie dans la revue de poésie créée par son professeur de français, Fernand Verhesen, il se lie d’amitié avec ses condisciples Luc de Heusch, avec lequel il collabore plus tard à de nombreux films, et Hubert Juin qui l’initie au surréalisme.
Il rencontre Pierre Alechinsky en 1944 ou 45. Grâce à leur amitié, il participe en tant que poète et cinéaste à l’aventure du groupe CoBrA. Il publie des textes dans plusieurs numéros de la revue et organise Le Festival du film expérimental et abstrait lors de la deuxième exposition d’art expérimental CoBrA au palais des beaux-arts de Liège en 1951.
Ses premières amours sont la poésie et le cinéma. Il a rencontré Henri Langlois lors d’une exposition que celui-ci a organisé à Bruxelles et le rejoint à Paris en 1946. L’amitié de Langlois et les multiples rencontres qu’il fait à la Cinémathèque française le marquent profondément.
Très intéressé par le surréalisme, il a, à Bruxelles, rencontré René Magritte, Marcel Lecomte qui plus tard préface sa première exposition à Bruxelles et Louis Scutenaire, qui préface l’une de ses expositions à Paris. Dès son arrivée à Paris, il rend visite à André Breton qui lui fait connaître le docteur Pierre Mabille avec lequel il réalise son premier film documentaire sur le Test du Village.
Il collabore à divers films avec Henri Storck, Henri Kessels et Luc de Heusch, principalement pour la rédaction des commentaires de leurs films, notamment pour Perséphone, le seul film CoBrA réalisé par Luc de Heusch et dans lequel joue Nadine Bellaigue (fille de Jean Camille Bellaigue), sa première épouse.
Alors que toute sa vie Jean Raine écrivit poèmes et textes, les mots peu à peu lui semblent insuffisants et il commence à dessiner puis à peindre.
Ancien patient de l'Institut de psychiatrie l’hôpital Brugmann, Jean Raine fait partie des fondateurs du « club Antonin Artaud » en 1962. En proposant comme thérapie la pratique d’une discipline artistique, le club Artaud s’inscrit dans le courant de la déshospitalisation psychiatrique.
La même année, son ami Marcel Broodthaers le présente à Philippe Toussaint, propriétaire de la Galerie Saint Laurent à Bruxelles où il expose pour la première fois, préfacé par Marcel Lecomte.
À Paris, Pierre Alechinsky l’introduit auprès de la Galerie du Ranelagh où il expose en 1964, exposition préfacée par Christiane Rochefort. C’est de ces années 1964 à 1967 que datent ses grandes encres de Chine.
Il séjourne de 1966 à 1968 à San Francisco où il découvre la peinture acrylique et l'Action painting. Il revoit Kenneth Anger qu’il avait hébergé lors de son premier passage à Paris vers 1950. Il y expose dans les universités de Berkeley et Stanford, ainsi que dans des galeries de San Francisco et Los Angeles. À partir de 1968, il s’installe définitivement à Lyon où enseigne son épouse Sanky Raine née Claudine Rollin Hymans.
Depuis 1970, attirés à Calice Ligure par Théodore Kœnig un ami de longue date, ils séjournent tous les étés dans leur maison de Berea près de Calice Ligure en Italie, où Jean Raine expose à de nombreuses reprises.

« C'est Théodore Koenig qui me fit connaître l'Italie des Ligures et les peintres qui y séjournaient tous les étés à Calice autour de la galerie Il Punto et de Remo Pastori. »

Après s'y être installé dans la région lyonnaise dès 1968, Jean Raine meurt à Rochetaillée-sur-Saône, à 59 ans, en 1986.

## Postérité
Depuis 1986, plusieurs rétrospectives ont eu lieu régulièrement sur son œuvre, aussi bien en France qu'en Belgique et en Italie.
Son œuvre est diffusée et promue par la galerie Michel Descours à Lyon.

« L’œuvre de Jean Raine peut donner lieu à toutes sortes de légendes et de fantasmes tant le peintre constitue un des archétypes de l’artiste maudit (…) Lui qui peignait « le cerveau dans la main », met en formes et en couleurs les labyrinthes de sa pensée comme autant de figures de son enfermement et de ses désinhibitions. Figures hallucinatoires, monstres, ectoplasmes qui sont ses cris, ses jets, ses cauchemars, en autant de signes de ses ivresses et de ses délires (…) »

— Sanky Raine.
En hommage à Jean Raine, le conseil municipal de Rochetaillée-sur-Saône a décidé de donner son nom à l’école du village. Mme Sanky Raine a fait don à l’école d’une de ses œuvres lors de la pose d’une plaque à sa mémoire le 7 mars 2009.

## Expositions
Source : blog d'actualité

### Individuelles de son vivant
- 1962 - Galerie Saint-Laurent - Bruxelles
- 1964 - Galerie Le Ranelagh - Paris, France
- 1965 - Galerie Les Contemporains - Bruxelles
- 1965 - Galerie Michelangeli - Orvieto
- 1965 - Galerie Saint-Laurent - Bruxelles
- 1966 - Galerie Le Ranelagh - Paris
- 1967 - Britton Gallery - San Francisco
- 1967 - Mead Gallery - Menlo Park
- 1967 - U.C. Berkeley Student Union Gallery - Berkeley
- 1967 - U.C. Medical Center Student Union Gallery - San Francisco
- 1968 - Bechtel Center, Student Union Gallery, université Stanford - Stanford
- 1968 - Mead Gallery - San Francisco
- 1968 - Silvan Simone Gallery -Los Angeles
- 1968 - Smith Andersen Gallery - Palo Alto Californie
- 1970 - Galerie Saint-Laurent - Bruxelles
- 1970 - Galleria Il Punto - Calice Ligure
- 1970 - Gammelstrand Gallery - Copenhague
- 1970 - Smith Andersen Gallery - Palo Alto
- 1972 - Cinémathèque française - Paris
- 1972 - Galerie l'Œil Ecoute - Lyon
- 1972 - Galerie Le Soleil dans la Tête - Paris
- 1972-1973 - Maison de la culture d'Hauteville
- 1974 - Centre national d'art dramatique - Lyon
- 1974 - Galleria Effemeridi - Modène
- 1974 - Galleria Il Salotto - Côme
- 1974 - Galleria La Tavolozza - Bergame
- 1974 - Galleria Nove Colonne - Trente
- 1974 - Galleria Spazzio - Brescia
- 1974 - New Gallery - Catane
- 1974 - New Smith Gallery - Bruxelles
- 1975 - Banca Popolare di Milano - Milan
- 1975 - Galerie l'Œil Ecoute - Lyon
- 1975 - Galerie Le Soleil dans la Tête - Paris
- 1975 - Galleria La Tavolozza - Bergame
- 1976 - City Bank - Rome
- 1976 - Galleria La Tela - Palerme
- 1976 - Galleria S.M.13 Studio d'Arte Moderna - Rome
- 1977 - Centre Culturel de Woluwé Saint-Pierre - Woluwe-Saint-Pierre
- 1977 - Galleria La Tela - Palerme
- 1977 - Galleria Penna - Messine
- 1978 - Galleria Il Punto - Calice Ligure
- 1979 - Galleria Il Brandale - Savone
- 1979 - Galleria Il Salotto - Como
- 1980 - Galerie Détour - Jambes (Namur)
- 1980 - Galerie l'Œil Ecoute - Lyon
- 1981 - Galleria Il Navicello - Pise
- 1981 - Maison pour Tous - Annemasse
- 1981 - Musée cantonal des beaux-arts - Lausanne
- 1982 - 1983 - Centre d'action culturelle de Toulouse - Toulouse
- 1984 - Hôtel de ville de Villeurbanne - Villeurbanne
- 1986 - Galerie l'Ollave - Lyon
- 1986 - Museo d'arte contemporanea Casa del Consolo - Calice Ligure

### Expositions posthumes
Depuis sa mort en 1986, de très nombreuses manifestations ont eu lieu dans des musées et centres d’art, individuelles ou collectives.

#### Individuelles depuis 2000
- 2000 - Galerie Protée - Paris
- 2000 - I.U.F.M. Galerie Confluence - Lyon
- 2001 - Galerie Quadri - Bruxelles
- 2001 - I.U.F.M. des Maîtres - Bourg-en-Bresse
- 2004 :
  - Archives et musée de la Littérature - Bruxelles
  - École municipale Jean-Raine - Rochetaillée-sur-Saône
  - Le Bal des Ardents - Lyon
- 2006 :
  - Galerie Jean Michel de Dion - Bruxelles
  - Galerie Quadri - Bruxelles
  - Galleria Il Salotto - Côme
  - PMMK, Musée d'art moderne d'Ostende[10] (Belgique) - Exposition de ses très grands formats (jusqu’à 450 cm × 300 cm)
- 2007 - Galerie Henri-Chartier[11], Lyon

#### Expositions récentes
- 2008 :
  - Galerie Quadri Ben Durant, Bruxelles[12]
  - Galerie Henri-Chartier, « CoBrA pour qui en veut »[13]
  - Musée des Beaux-Arts de Lyon, exposition à l'occasion de la donation d’une encre sur papier La Proie de l’Ombre de 1966[14].
- 2012 :
  - Collection de la Praye à Fareins[15] (Ain)
- 2013 : « Jean Raine. Revoir la question »[16], galerie Michel Descours, Lyon
- 2013-2014 : « Rêverie pour le futur. Quatre artistes contemporains autour de Jean Raine », centre international d'art contemporain, château de Carros (Alpes-Maritimes)
- 2022 : Jean Raine, peindre, boire et mourir, Galerie Loeve&Co, Paris[17]

## Œuvres

### Plastiques
Elles se composent de dessins, de peintures (souvent de papiers marouflés sur toiles), d'encres, d'estampes et aussi de sculptures.
Ses œuvres se trouvent dans de très nombreux musées et dans plusieurs collections privées. Ainsi le musée des Beaux-Arts de Lyon conserve une de ses œuvres  La Proie de l'ombre, depuis juin 2008.

### Littéraires
De nombreux textes, pendant CoBrA (Un propos ayant le dessin pour objet, 1951), de temps en temps pamphlétaires (Lettre à Monsieur le Percepteur), des poésies (Six poèmes, 1965), des essais (Sur la peinture abstraite, 1969), auto-analysant (Journal d'un délirium, 1958), sur ses rencontres (Une grande famille, 1985) nombreuses qu'il a eu avec Kenneth Anger, André Breton, Marcel Marceau, Michel de Ghelderode, Pierre Mabille, René Magritte, Jean-Louis Barrault, Pierre Alechinsky, Henri Langlois, Jean Weinbaum…
- Œuvre poétique, présentée par Stéphan Lévy-Kuentz. Ed. La Différence (1993)
- L'Échelle de Jean Raine  (1971), album comportant quatre planches gravées accompagnant un texte manuscrit sérigraphié.
- Jean Raine - Aponévrose (1977-1981) - Sélection de textes inédits par la revue Hippocampe - édité par l’association Art Contemporain Diffusion Rhône-Alpes

### Cinématographiques
- Les Arts et la Raison (1964) réalisé par Jean Raine et Michel Coupez. Scénario et commentaire de Jean Raine.
- Le Test du Village (1956) réalisation, production et texte de Jean Raine.
- Michel de Ghelderode (1957) réalisé par Luc de Heusch et Jean Raine.
- Perséphone (1951), seul film CoBrA, réalisé par Luc de Heusch. Poème de Jean Raine dit par Jacques Jeannet.
- Mona ou 3 minutes de la vie d’une femme (195-) réalisé par Michel Coupez et Bob Milord « cameraman ». Scénario de Jean Raine.

Entre 1953 et 1956, Jean Raine collabore à divers films avec Henri Storck, Henri Kessels, Luc de Heusch, par son écriture du commentaire et sa participation aux scénarios.
- Jeu de Construction de Henri Kessels (scénario et découpage).
- Goût moderne de Luc de Heusch (coréalisation et commentaire).
- Magritte, de Luc de Heusch et Jacques Delcorde (conseiller artistique).
- Les Ports belges de Henri Storck (assistant à la réalisation, scénario et commentaire).
- Le Festival de Cannes de Luc de Heusch (découpage et commentaire).
- Pêcheurs flamands dans la tempête de Henri Kessels et Serge Vandercam (découpage et commentaire).
- Ruanda et Fête chez les Hamba de Luc de Heusch (aide au montage et commentaire).